# 雄拜赖克
雄拜赖克，是匈牙利巴兰尼亚州所辖的一个村。总面积31.42平方公里，总人口1440，人口密度45.8人/平方公里（2011年1月1日）。